# Heribert Breuer
Heribert Breuer (* 27. September 1945) ist Gründer und Dirigent der Berliner Bach Akademie.
Heribert Breuer studierte u. a. bei Helmuth Rilling, Hanns Martin Schneidt, Ernst Pepping und Bernd Alois Zimmermann in Heidelberg, Berlin und Köln. Bereits zu Beginn seiner Laufbahn, die Heribert Breuer 1968 als 23-Jähriger an der Hauptkirche St. Aegidien in Lübeck begann, lagen die Schwerpunkte seiner Arbeit auf dem Gebiet der Chorleitung und der Komposition: Er gründete den Lübecker Bach-Chor und veröffentlichte seine ersten Kompositionen.
Sein Weg führte ihn über Würzburg (1974 bis 1979 Künstlerischer Leiter der Würzburger Bachtage) nach Aachen, dort ebenfalls in der Funktion als Künstlerischer Leiter des Aachener Bachvereins und der  Aachener Bachtage. 1982 wurde Heribert Breuer als Professor für Chorleitung und Kontrapunkt an die Universität der Künste Berlin berufen. Von 1991 bis 2002 war er als Organist und Verantwortlicher Leiter der Musik an der St. Matthäuskirche im Kulturforum tätig.
1991, zur 1. Bachwoche St. Matthäus, gründete er die Berliner Bach Akademie, ein Ensemble, das seinen Interpretations- und Klangvorstellungen professionell entspricht. Konzertreisen als Organist und Dirigent führten Heribert Breuer durch alle westeuropäischen Länder, USA und Lateinamerika. Sein besonderes Interesse gilt den spanisch-sprechenden Ländern, in denen er nicht nur als Organist und Gastdirigent konzertierte, sondern auch Kurse an Musikhochschulen in Spanien, Brasilien, Argentinien und Mittelamerika gab.